# Араши, Абдель Керим Абдалла
А́бдель Кери́м Абдалла́ аль-Ара́ши (араб.  عبد الكريم عبد الله العرشي ‎; 1 декабря 1934 — 10 июня 2006) — йеменский государственный деятель; 5-й Президент Северного Йемена (24 июня — 18 июля 1978).

## Карьера
После антимонархической революции 1962 г. принимал участие в боевых действиях против роялистских сил.
Он также занимал должность вице-президента Йеменской Арабской Демократической Республики с 1978 года и должность спикера Учредительного народного Собрания. После очередного убийства президента ЙАДР (аль-Гашими, пришедшего к власти после убийства Ибрагима Мохаммеда Хамди) в течение непродолжительного времени исполнял обязанности президента страны. Затем он был отстранён и уехал из страны.
Абдель Керим Абдалла Араши умер 10 июня 2006 года в Эр-Рияде, Саудовская Аравия.